# Home Lines
Home Lines era una compañía naviera de pasajeros italiana que operaba tanto transatlánticos como cruceros. La empresa se fundó en 1946 y dejó de operar en 1988 cuando se fusionó con Holland America Line. Aunque con sede en Génova Home Lines era una empresa internacional con barcos registrados en Panamá, mientras que el presidente original de la empresa Eugen Eugenides, era griego. Cuando Home Lines se fusionó con Holland America, eran una de las líneas de cruceros más respetadas del mundo.

## Historia

### 1946-1964
Home Lines se fundó en 1946 en Génova, con Swedish American Line y Cosulich Line como principales accionistas. La conexión con Swedish American Line se reflejó en los colores del embudo de la nueva empresa, tanto SAL como Home Lines tenían embudos amarillos con un disco azul que contenía coronas, Los embudos de Home Lines diferían de los de SAL solo por presentar una corona arqueada en lugar de tres coronas circulares. En el mismo año la compañía compró su primer barco, el Bergensfjord (de 10.699 toneladas brutas) de Norwegian America Line, que pasó a llamarse SS Argentina y se colocó en rutas transatlánticas desde Génova a Sudamérica en 1947. Aunque operado por Home Lines, el barco fue administrado de Cosulich Lines, Ya en 1946 Home Lines había comprado un segundo barco, el transatlántico sueco-estadounidense MS Drottningholm (11.182 toneladas brutas), pero ese barco no fue entregado a la compañía hasta 1948, cuando pasó a llamarse Brasil y se colocó junto a la Argentina en el servicio Génova-América del Sur. . En 1948, Home Lines compró otro antiguo barco sueco-estadounidense, Kungsholm, que pasó a llamarse Italia, así como el antiguo barco de Matson Lines, SS Matsonia, que entró en servicio en 1949 después de una reconstrucción como el primer Atlantic. El Brasil e Italia fueron administrados por South Atlantic Lines, que era propiedad de la misma compañía que Swedish American Line.
En 1949, el Italia se transfirió al servicio de Génova, ciudad de Nueva York, lo que marcó el comienzo del cambio gradual de Home Lines del servicio de Génova, América del Sur al servicio del Atlántico Norte desde Génova y Alemania a Nueva York, así como de Southampton a Canadá. El Brasil fue reconstruido y rebautizado como Homeland en 1951, coincidiendo con su traslado al servicio de Hamburgo, Southampton, Halifax y Nueva York. Mientras estaba en esta ruta, fue administrada por Hamburg-America Line. Sin embargo, el Homeland fue transferido al servicio Génova-Nápoles-Barcelona-Nueva York ya en 1952, después de ser reemplazado por el Italia en el servicio Alemania-Nueva York. El Italia a su vez pasó a ser administrado por Hamburg-America Line mientras estaba en el servicio desde Alemania. El Argentina se vendió a Zim Lines en 1953 y se le cambió el nombre a Jerusalem, mientras que el Atlantic se transfirió a National Hellenic American Line en 1954 y se le cambió el nombre a Queen Frederica. Home Lines había comprado la Mariposa abandonada de Matson Lines en 1953, entró en servicio en 1954 como la primera Homeric. A más tardar en 1955, Home Lines comenzó a realizar cruceros desde Nueva York a las Bahamas durante la temporada de invierno. El Homeland se vendió como chatarra en 1955, dejando a Home Lines con solo dos barcos el Italia y Homeric. En 1958 Home Lines abandonó el tráfico transatlántico a Nueva York (dejándolo a Hamburg Atlantic Line). En el mismo año el Italia se reacondicionó y se colocó en el servicio Hamburgo-Quebec en 1961, Home Lines abandonó por completo el tráfico transatlántico cuando el Italia se transfirió al servicio de cruceros Nueva York-Bahamas. Tres años más tarde, el barco se vendió a Freeport Bahama Enterprises para su uso como hotel flotante.

### 1965-1988
En 1965, Home Lines recibió su primer barco especialmente diseñado Oceanic, que reemplazó al envejecido Italia. Aunque se comercializó como «el barco más grande jamás diseñado para cruceros durante todo el año», el barco había sido diseñado originalmente como un transatlántico/crucero de dos clases antes de que Home Lines abandonara los cruces transatlánticos y se adaptara a los cruceros de tiempo completo durante la construcción. El Oceanic entró en servicio en 1965 como Caribbean Luxury Cruise durante 1965 hasta aproximadamente marzo de 1965, luego a la ruta de cruceros Nueva York-Bahamas, y el Homeric se transfirió a cruceros en el Caribe. El Homeric sufrió un gran incendio en las cocinas y los restaurantes en 1973 y tuvo que ser retirado del servicio y desguazado. Como reemplazo, Home Lines compró el segundo Hanseatic de German Atlantic Line (Hamburg Atlantic Line después de un cambio de nombre), renombrándolo Doric. Al mismo tiempo Home Lines también había considerado comprar el Bergensfjord de Norwegian America Line, pero el trato no se concretó, En 1976 la compañía hizo una oferta para comprar los barcos Michelangelo y Raffaello de Italian Line, pero la oferta fue rechazada por Italian Line.
En preparación para la entrega del nuevo Atlantic en 1982, el Doric se vendió a Royal Cruise Line convirtiéndose en su Royal Odyssey. Cuando se entregó en abril de 1982, el Atlantic se hizo cargo del servicio de cruceros Nueva York-Bahamas. Se ordenó la entrega de otro barco nuevo, el segundo Homeric en 1986, y en preparación para eso, el Oceanic se vendió a Premier Cruise Line en 1985, convirtiéndose en su Starship Oceanic, Home Lines continuó operando hasta 1988 cuando Holland America Line compró la compañía y su operación se fusionó con la de Holland America. El Atlantic se vendió a Premier Cruise Line, convirtiéndose en Starship Atlantic, mientras que el Homeric se convirtió en el Westerdam de HAL.

## Flota
| Barco           | Construido | En Servicio para Home Lines | Tonelaje | Estatus hasta 2021                            | Imagen |
| --------------- | ---------- | --------------------------- | -------- | --------------------------------------------- | ------ |
| SS Argentina    | 1913       | 1947–53                     | 10,666   | Desguazado en 1959                            |        |
| Brasil Homeland | 1905       | 1948–55                     | 11,285   | Desguazado en 1955                            |        |
| Italia          | 1928       | 1948–64                     | 21,250   | Desguazado en 1965                            |        |
| Atlantic        | 1927       | 1949–54                     | 20,553   | Desguazado en 1978                            |        |
| Homeric         | 1931       | 1954–73                     | 18,563   | Desguazado en 1974                            |        |
| Oceanic         | 1965       | 1965–85                     | 37,645   | Desguazado en Alang en 2012                   |        |
| Doric           | 1964       | 1973–81                     | 25,338   | Hundido en 2001                               |        |
| Atlantic        | 1982       | 1982–88                     | 35,143   | Vendido al desguace en 2018                   |        |
| Homeric         | 1986       | 1986–88                     | 42,092   | Esperando a ser Transferido a Marella Cruises |        |